# Reakcja chemiczna

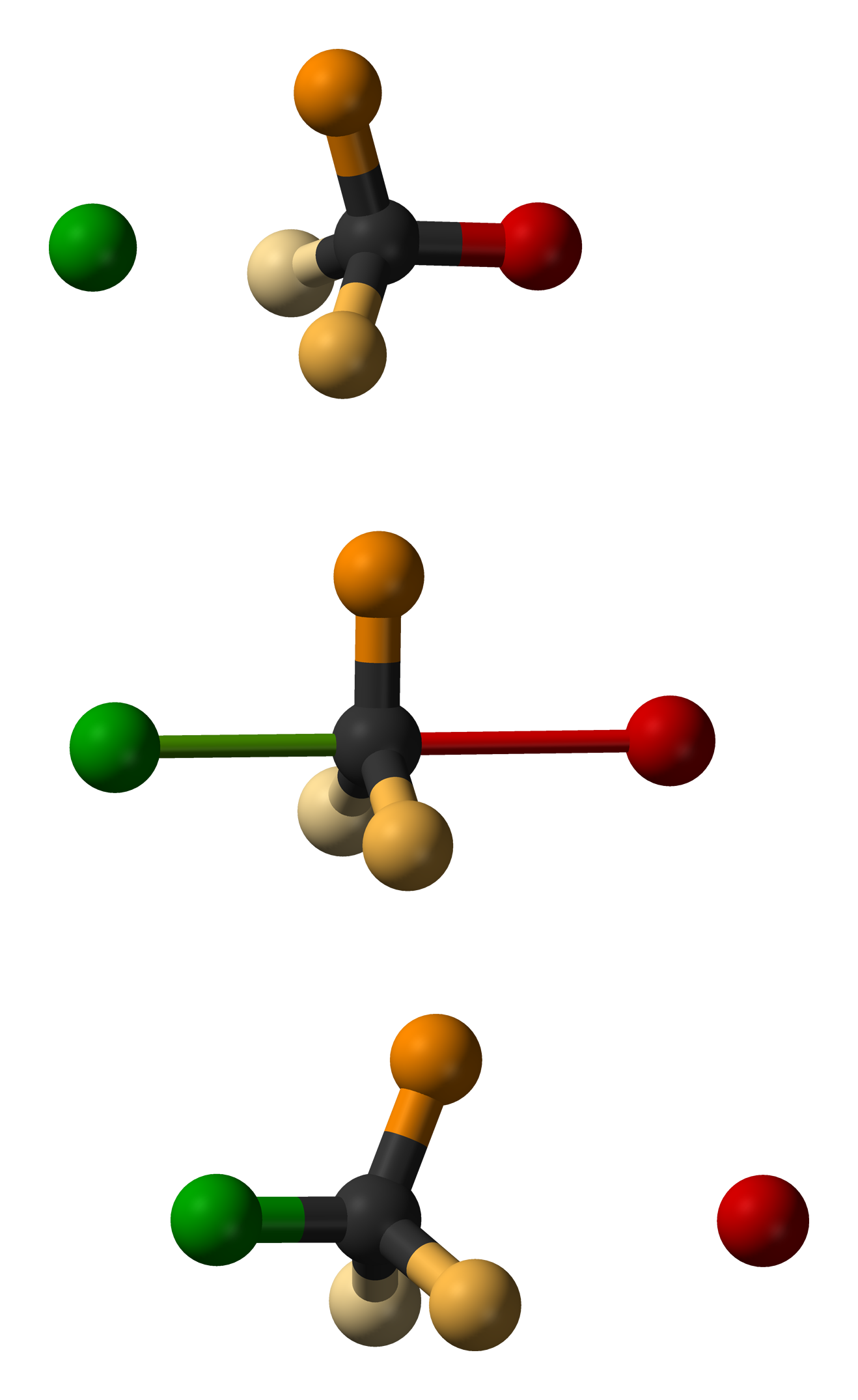
W reakcji typu SN2 rozerwanie wiązania i utworzenie nowego zachodzi równocześnie

Reakcja chemiczna – każdy proces, w wyniku którego pierwotna substancja zwana substratem przemienia się w inną substancję zwaną produktem. Aby cząsteczka substratu zamieniła się w cząsteczkę produktu, konieczne jest rozerwanie przynajmniej jednego z obecnych w niej wiązań chemicznych pomiędzy atomami, bądź też utworzenie się przynajmniej jednego nowego wiązania. Reakcje chemiczne przebiegają z reguły z wydzieleniem lub pochłonięciem energii cieplnej, promienistej – promieniowania elektromagnetycznego (np. światła, podczerwieni), ewentualnie promieniowania (alfa lub beta) lub elektrycznej. Elementem reakcji chemicznej może być katalizator, który przyspiesza jej zachodzenie.

## Reakcje proste i złożone
Reakcja prosta to pojedynczy akt zerwania lub powstania jednego wiązania chemicznego. W przyrodzie bardzo rzadko obserwuje się jednak reakcje proste. Można do nich zaliczyć np. rozpad cząsteczek chloru (Cl–Cl) pod wpływem promieniowania ultrafioletowego.
Olbrzymia większość obserwowanych reakcji to reakcje złożone, w których dochodzi jednocześnie do rozpadu jednych wiązań i powstania drugich. Każdą reakcje złożoną można zapisać jako ciąg następujących po sobie reakcji prostych, które w tym przypadku nazywają się reakcjami elementarnymi.
Np. reakcja między bromowodorem i etylenem CH2=CH2, prowadząca do powstania bromoetanu (BrCH2–CH3), wiąże się z rozerwaniem wiązania H–Br, zamianą wiązania podwójnego C=C na wiązanie pojedyncze i powstaniem wiązania C–Br i C–H.
Kompletny zbiór reakcji elementarnych zachodzących podczas reakcji złożonej jest często nazywany jej mechanizmem.
Pojęcie reakcje złożone oznacza też przeciwieństwo reakcji elementarnych (również nazywanych prostymi lub izolowanymi). Wynik wielu reakcji, równocześnie zachodzących w roztworze, zależy od przebiegu wszystkich prostych reakcji cząstkowych. Do tak zdefiniowanych reakcji złożonych zalicza się np. reakcje równoległe, następcze, odwracalne, sprzężone i łańcuchowe.

## Rodzaje reakcji złożonych
W chemii organicznej przykładami reakcji złożonych są:
- addycja (przyłączanie) – w wyniku tej reakcji reagująca cząsteczka ulega powiększeniu o atom lub grupę atomów; np. do cząsteczki etylenu (CH2=CH2) zostaje przyłączona cząsteczka bromowodoru (HBr), w wyniku czego powstaje nowa cząsteczka bromoetanu (BrCH2–CH3);
- substytucja (podstawienie) – w wyniku tej reakcji w cząsteczce następuje wymiana atomu lub ich grupy; jeden atom lub ich grupa odrywa się od cząsteczki, a inny atom lub ich grupa się w to miejsce przyłącza;
- eliminacja (oderwanie) – w wyniku tej reakcji od cząsteczki odrywa się atom lub grupa atomów i nic innego się w to miejsce nie przyłącza;
- przegrupowanie (reakcja wewnętrzna) – przemiana jednego związku chemicznego w inny związek, w wyniku której powstaje nowa cząsteczka, mająca taki sam skład co stara (np. przemiana kwasu cyjanowego w izocyjanowy). Polega na rozerwaniu pewnych wiązań chemicznych i utworzeniu innych. Mogą, lecz nie muszą towarzyszyć temu zmiany stopnia utlenienia atomów tworzących cząsteczki substratu.

W chemii nieorganicznej te same typy reakcji nazywa się czasami inaczej:
| Typ reakcji                | Schemat           | Przykłady                                      |
| -------------------------- | ----------------- | ---------------------------------------------- |
| Reakcja syntezy            | X + Y → XY        | 2Na (s) + Cl2 (g) → 2NaCl (s)                  |
| Reakcja syntezy            | X + Y → XY        | N2 (g) + 3H2 (g) → 2NH3 (g)                    |
| Reakcja analizy (rozkładu) | XY → X + Y        | ZnCO3 (s) → ZnO (s) + CO2 (g)                  |
| Reakcja wymiany            | X + YA → XA + Y   | Zn (s) + CuSO4 (aq) → ZnSO4 (aq) + Cu (s)      |
| Reakcja wymiany            | X + YA → XA + Y   | C (s) + ZnO (s) → CO (g) + Zn (g)              |
| Reakcja wymiany            | X + YA → XA + Y   | O2 (g) + HgS (s) → SO2(g) + Hg (g)             |
| Reakcja podwójnej wymiany  | XA + YB → XB + YA | NaOH (aq) + HCl (aq) → NaCl (aq) + HOH (c)     |
| Reakcja podwójnej wymiany  | XA + YB → XB + YA | NaCl (aq) + AgNO3 (aq) → NaNO3 (aq) + AgCl (s) |

s – ciało stałe; c – ciecz; g – gaz; aq – roztwór wodny